# Saint-Restitut
Saint-Restitut è un comune francese di 1 449 abitanti situato nel dipartimento della Drôme della regione dell'Alvernia-Rodano-Alpi.

## Società

### Evoluzione demografica
Abitanti censiti